# Elymnias depicta
Elymnias depicta är en fjärilsart som beskrevs av Hans Fruhstorfer 1907. Elymnias depicta ingår i släktet Elymnias och familjen praktfjärilar. Inga underarter finns listade i Catalogue of Life.